# Inconscient col·lectiu

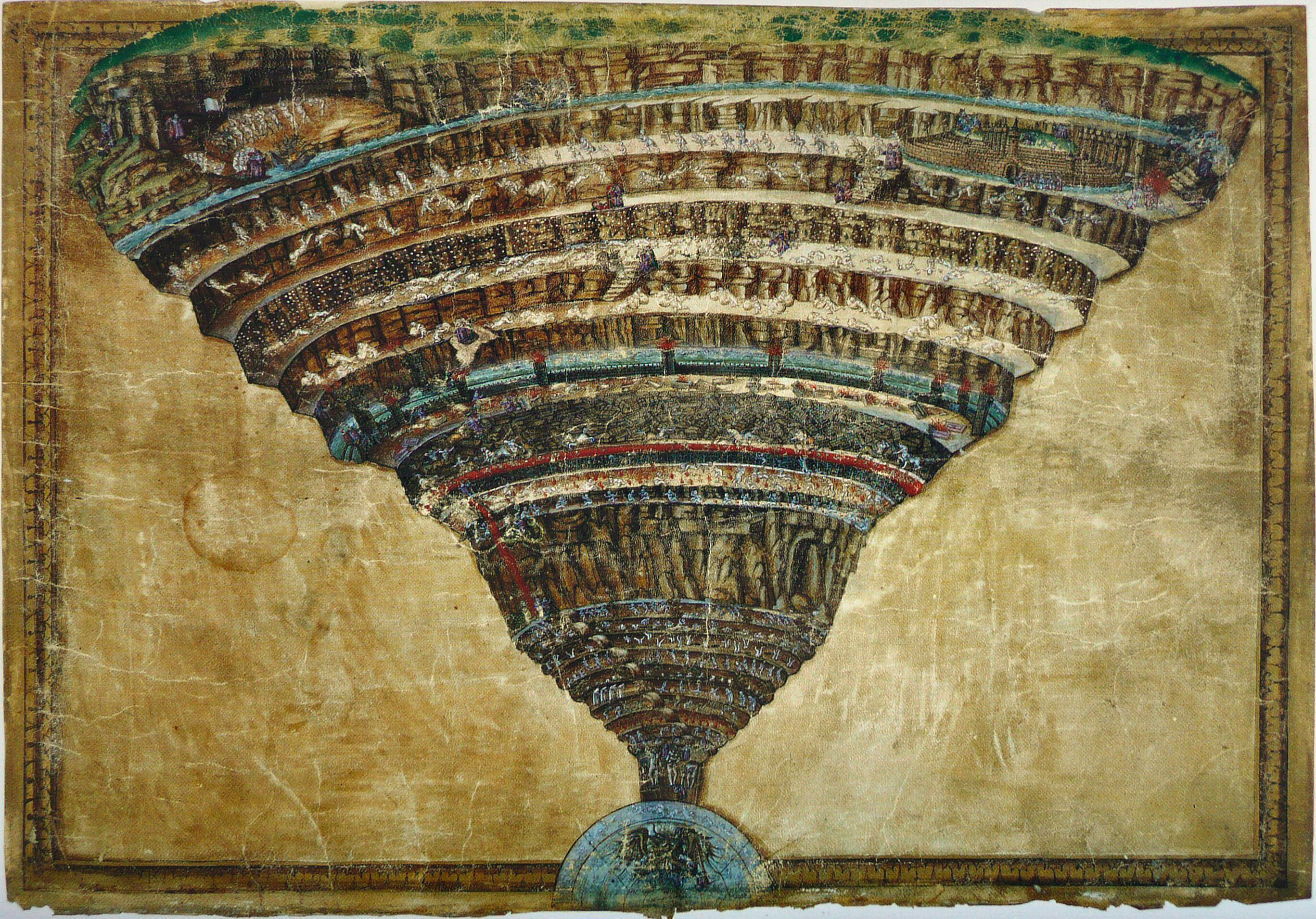
Representació de l'infern de Dante a La Divina Comèdia realitzat per Sandro Botticelli.

L'inconscient col·lectiu és un terme encunyat pel psiquiatre suís Carl Gustav Jung, qui va postular l'existència d'un substrat comú als éssers humans de tots els temps i llocs del món, constituït per símbols primitius amb què s'expressa un contingut de la psique que està més enllà de la raó. Segons ha indicat el seu propi autor, el concepte, més enllà de la seva denominació pròpia del camp de la psicologia, és semblant a altres que es troben presents en el treball de Lucien Lévy-Bruhl, Henri Hubert i Marcel Mauss i Adolf Bastian.
L'inconscient col·lectiu transcendeix l'inconscient personal, que també va estudiar Sigmund Freud, amb qui va estar relacionat Jung en els primers anys del segle xx, fins a la ruptura a causa de divergències sobre aquest i altres aspectes.
Jung va escriure nombroses obres sobre la idea dels arquetips inconscients i ancestrals, entre elles Formacions de l'inconscient, Psicologia i simbologia de l'arquetip, Arquetips i inconscient col·lectiu i Psicologia i alquímia. Poc abans de morir, va acceptar fer un treball de divulgació de les seves idees que es van publicar amb el títol de L'home i els seus símbols. En aquesta obra comença per diferenciar el signe del símbol en el llenguatge humà. Sosté que el símbol és una paraula o una imatge quan representa alguna cosa més que el seu significat immediat i obvi. En aquest últim cas és només un signe. L'aspecte inconscient del símbol mai està definit amb precisió ni pot esperar-se que ho estigui. En la mesura que l'arquetip expressa l'indeterminable, cap determinació lligada a la psique conscient podrà suplir. El fet que es refereixi a una mica més enllà de la raó explica que les religions facin servir un llenguatge simbòlic i que Jung s'hagi interessat per les religions i la mitologia, al punt que molts autors el van considerar un místic.